# Fais que ton rêve soit plus long que la nuit
Albums de Vangelis Papathanassiou
Earth
(1973)
Fais que ton rêve soit plus long que la nuit est un album-concept du compositeur grec Vangelis Papathanassiou, sorti en 1972. Il a été publié uniquement en Grèce et en France.
Le titre de l'album renvoie à une phrase qui était écrite sur les murs en France à la suite des événements de Mai 68.

## Historique
En mai 1968, Vangelis s'est installé à Paris alors que son groupe Aphrodite's Child était bloqué en France et empêché par la douane de rejoindre l’Angleterre. À partir de prises de son des événements de Mai 68 qui l'ont marqué, et alors qu'il termine également l'album 666 d'Aphrodite's Child dont la sortie sera postérieure à la séparation du groupe, Vangelis compose quatre ans plus tard un poème symphonique dans la veine des collages sonores alors en vogue. Il met ainsi au point sa technique de composition en autoproduction qui préfigure le home studio, mélangeant les sons préenregistrés avec ses propres compositions jouées sur des claviers et d'autres instruments (guitare acoustique, violon...).

## Liste des titres
1. Fais que ton rêve soit plus long que la nuit (15:32)
  - C'est une nuit verte
  - Celle des barricades
  - Nuit verte ou rouge ou bleue ou noire
  - Qu'importe mon ami
  - Cela importe mon ami
  - L'Espoir de la victoire
2. Fais que ton rêve soit plus long que la nuit (15:25)
  - Le rêve est réalité
  - Jouissez sans entraves
  - Vivez sans temps morts
  - Baisez sans carottes

## Crédits
- Vangelis Papathanassiou : compositeur, arrangeur, producteur, direction artistique et musicale[4]
- Luc Perini : montage des documents de mai 68
- Charles Raucher : ingénieur du son
- Didier Pitois et Jean-Claude Connan : ingénieurs assistants
- Interprètes : Alain Serve, Anne Bertholon, Catherine Humbert, Charis Chalkitis, Christine Combe, Christine Parat, Vangelis Papathanassiou, Gabriel Cinque, Gerald Hauducœur, Huguette Maillard, Jacques Pieller, Jean-Marie Hauducœur, Jean-Philippe Ancelle, Jean-Pierre Mathieu, Katy Grandi, Marie-France Pigeau, Michel Lebret, Michel Ripoche, Mirielle Abadie, Pierre Fabien, Said Boussouar, Vincent Kaldor, Yves Borrini